# Tereza Rachel
Tereza Rachel, nome artístico de Teresinha Malka Brandwain Taiba de La Sierra (Nilópolis, 10 de março de 1934 — Rio de Janeiro, 2 de abril de 2016), foi uma atriz e produtora teatral brasileira. Considerada um dos grandes nomes do teatro nacional, estrelou e produziu diversas peças desde a década de 1950, além de fundar o Teatro Tereza Rachel em 1971. Ao longo de sua carreira, conquistou prêmios como um Kikito, um Troféu Imprensa e dois Troféus APCA. Após A Próxima Vitima (1995) afastou-se da atuação, fazendo raras participações especiais a partir de então.
Na televisão ganhou destaque em obras como O Astro (1977), Baila Comigo (1981), Louco Amor (1983), Que Rei Sou Eu? (1989) e A Próxima Vítima (1995).

## Biografia
Nascida em uma família de imigrantes judeus estabelecidos na Baixada Fluminense, Tereza Rachel iniciou a sua carreira artística em 1955 com a peça Os Elegantes, de Aurimar Rocha, mas ficou conhecida pelas interpretações de personagens inquietantes e grandes vilãs nas telenovelas brasileiras. 
Foi casada com um espanhol e, posteriormente, com o cineasta Ipojuca Pontes.

## Carreira

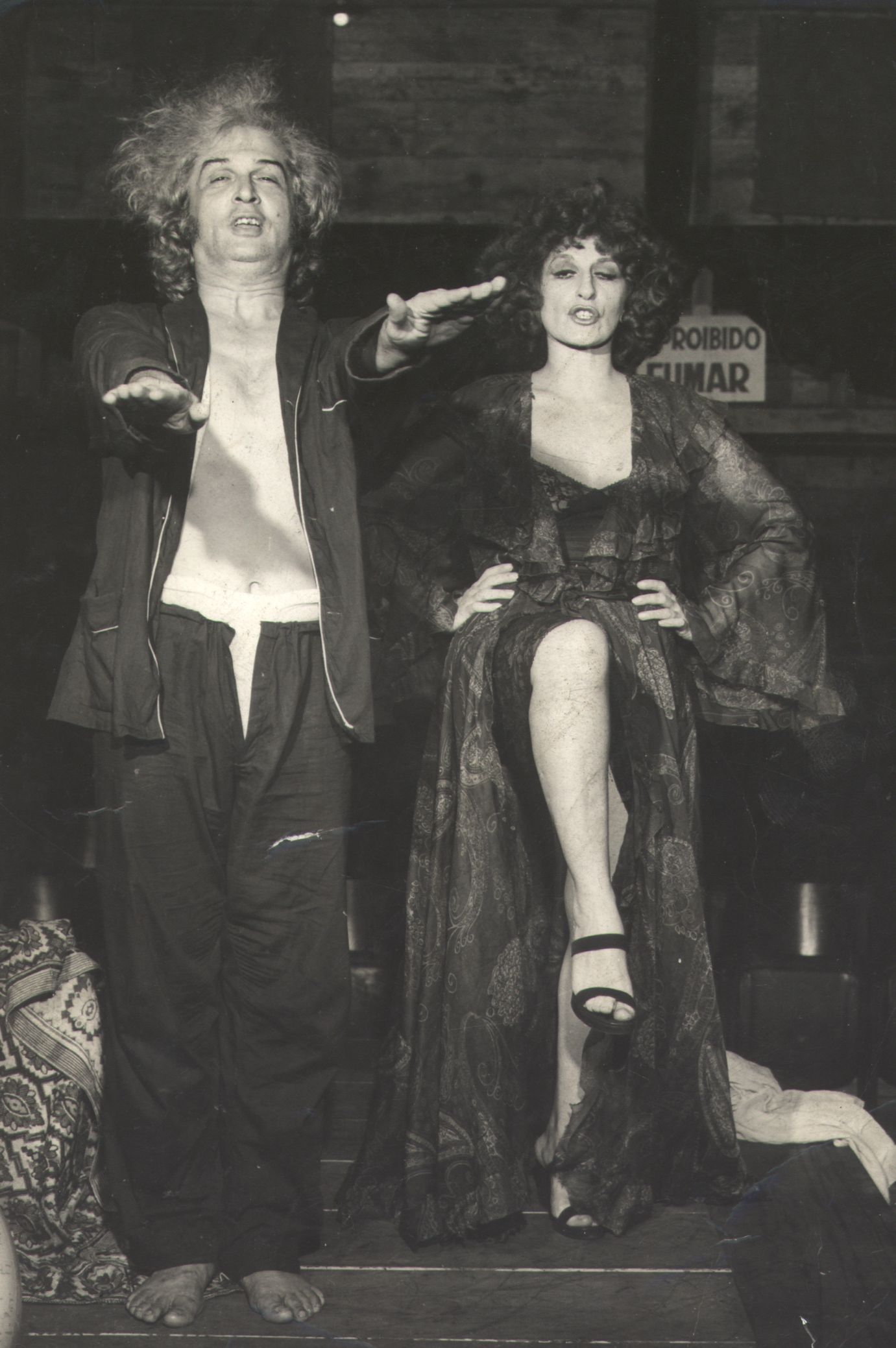
Tereza Rachel e Sérgio Brito (1972).

Fez personagens marcantes como a fútil Clotilde "Clô" Hayalla em O Astro (1978), Lola de Marron Glacé (1979), a temperamental Marta Gama em Baila Comigo (1981), a megera Renata Dumont em Louco Amor (1983), a inesquecível Rainha Valentine de Avillan em Que Rei Sou Eu? (1989) e a neurótica Francesca Ferreto em A Próxima Vitima (1995).
Em 1978 houve um suspense adicional na reta final da telenovela O Astro: Tereza Rachel (que vivia a vilã Clô Hayalla) sofreu um grave acidente automobilístico em junho daquele ano. O automóvel de Tereza capotou quatro vezes e transformou-se num monte de ferragens. Tereza sofreu apenas escoriações e a fratura de um tornozelo, voltando às gravações da novela dias depois.
Fundou em 1971 e inaugurou no ano seguinte o Teatro Tereza Rachel, adquirido através de um financiamento. O teatro abrigou espetáculos de êxito nos anos 80. Tereza produziu peças inéditas ligadas à vanguarda, fazendo de sua casa de espetáculos grande destaque do teatro carioca do período. Em entrevista à Rádio Italiana, Tereza Rachel explicou que em 2001 foi obrigada a arrendar o teatro para a Igreja Universal do Reino de Deus, devido a dificuldades na manutenção.
Em março de 2012, o Teatro Tereza Rachel foi arrendado novamente, porém, por uma empresa de comunicação. O espaço conta com duas salas, sendo a maior intitulada "Sala Tereza Rachel", com capacidade para mais de 622 lugares, justa homenagem à atriz que fundou o local.
Era considerada uma das maiores atrizes e produtoras do teatro brasileiro. Sua impostação de voz firme e forte era uma das características mais marcantes.
Nos anos 2000, Tereza Rachel tentou resgatar montagens teatrais de grande porte, como, por exemplo, "A Celestina", porém, devido a falta de recursos e apoio publicitário, os projetos não foram adiante. 
Tereza Rachel morreu aos 82 anos, em 2 de abril de 2016, após longo período de internação no Hospital São Lucas, em Copacabana, onde esteve desde 30 de dezembro de 2015, vítima de complicações no intestino. Foi sepultada no dia seguinte, no Cemitério Comunal Israelita de Nilópolis.

## Filmografia

### Televisão
| Ano     | Título                      | Personagem                         | Notas                                     |
| ------- | --------------------------- | ---------------------------------- | ----------------------------------------- |
| 1956-58 | O Jovem Dr. Ricardo         | Enfermeira Patrícia                |                                           |
| 1957    | Grande Teatro Tupi          | Senhorita Júlia                    | Episódio: "Senhorita Júlia"               |
| 1959    | Grande Teatro Tupi          | —                                  | Episódio: "A Descoberta de Um Novo Mundo" |
| 1966    | A Pequena Karen             | Francis                            |                                           |
| 1970    | A Mansão dos Vampiros       | Rochele                            |                                           |
| 1972    | Jerônimo, o Herói do Sertão | Maria Homem                        |                                           |
| 1974    | O Rebu                      | Lupe                               |                                           |
| 1975    | O Grito                     | Débora Saldanha Mendonça           |                                           |
| 1977    | O Astro                     | Clotilde Hayala (Clô)              |                                           |
| 1977    | Caso Especial               | Grande Atriz                       | Episódio: "Marcha Fúnebre"                |
| 1979    | Marron Glacê                | Lola                               |                                           |
| 1981    | Baila Comigo                | Marta Frey Gama                    |                                           |
| 1982    | Paraíso                     | Aurora                             | Episódio: "2 de dezembro"                 |
| 1982    | Sítio do Picapau Amarelo    | Bruxa da Branca de Neve            | Episódio: "A Sobrinha da Cuca"            |
| 1983    | Louco Amor                  | Renata Dumont / Agetilde Rocha     |                                           |
| 1988    | Abolição                    | Princesa Isabel                    |                                           |
| 1988    | Bebê a Bordo                | Eva Mendonça                       | Episódio: "13 de junho"                   |
| 1989    | Que Rei Sou Eu?             | Rainha Valentine de Avillan        |                                           |
| 1989    | República                   | Princesa Isabel                    |                                           |
| 1995    | A Próxima Vítima            | Francesca Ferreto de Angelis Rossi |                                           |
| 1998    | Era uma Vez...              | Berta                              | Episódios: "1–4 de abril"                 |
| 1998    | Você Decide                 | —                                  | Episódio: "Síndrome"                      |
| 1999    | Você Decide                 | Álvara                             | Episódio: "Madame Sussu"                  |
| 2008    | Alice                       | Elvira Cipriani                    | Episódio: "O Retorno de Elvira Cipriani"  |
| 2009    | Caras & Bocas               | Rebeca Braum                       | Episódios: "11–25 de maio"                |
| 2010    | A Vida Alheia               | Isa Müller                         | Episódio: "Manchas do Passado"            |

### Cinema
| Ano  | Título                    | Personagem                 |
| ---- | ------------------------- | -------------------------- |
| 1956 | Genival É de Morte        | —                          |
| 1963 | Ganga Zumba               | Clotilde, Senhora do Pieró |
| 1963 | Sol sobre a Lama          | —                          |
| 1963 | Und Der Amazonas Schweigt | Donna Cecília              |
| 1964 | Procura-se uma Rosa       | Esposa                     |
| 1965 | Canalha em Crise          | —                          |
| 1973 | Amante Muito Louca        | Brigite                    |
| 1976 | Feminino Plural           | —                          |
| 1977 | Revólver de Brinquedo     | Catarina                   |
| 1978 | A Volta do Filho Pródigo  | Cléo                       |
| 1984 | Águia na Cabeça           | Dona Branca                |
| 1985 | Pedro Mico                | Aparecida                  |

## Teatro
- 1953 — Hécuba, de Eurípides
- 1955 — Fedra de Jean Racine
- 1955 — Os Elegantes de Aurimar Rocha
- 1956 — Prima Dona, de José Maria Monteiro
- 1956 — O Anjo, de Agostinho Olavo
- 1957 — A Bela Madame Vargas, de João do Rio
- 1957 -   Pedro  Mico de Antônio Callado
- 1957 -   Jogo de Criança de João Bethencourt
- 1957 — O Telescópio, de Jorge Andrade
- 1958 — A Ilha das Cabras, de Ugo Betti
- 1958 -   Treza à Mesa de Marc Gilbert Sauvajon
- 1958 -   Quartos Separados de Saint Granier e Philippe Bonnières
- 1958 -   Rua São Luiz 27 8º andar de Abilio Pereira de Almeida
- 1959 — Senhorita Júlia, de August Strindberg
- 1959 — Patate, de Marcel Achard
- 1959 — Quando se Morre de Amor, de Giuseppe Patroni Griffi
- 1959 — Romanoff & Julieta, de Peter Ustinov
- 1960 — Felisberto do Café de Gatão Trojero
- 1961 -    Boca de Ouro de Nelson Rodrigues
- 1961 — Carlota de Miguel Mihura
- 1961 —Os Fuzis da Senhora Carrar de Bertolt Brecht
- 1962 — Bonitinha, mas Ordinária, de Nelson Rodrigues
- 1963 -    As Aventuras de Ripió Lacraia de Francisco de Assis
- 1963  -  Família pouco Família de Gerald Savory
- 1964 — Mary Mary, de John Kerr
- 1964 — Os Direitos da Mulher, de Alfonso Paso
- 1965 — Liberdade, Liberdade, de Millôr Fernandes e Flávio Rangel
- 1965 — O Berço do Herói, de Dias Gomes
- 1967 — Édipo Rei, de Sófocles
- 1967 — O Assassinato da Irmã Geórgia, de Frank Markus
- 1968 — O Preço, de Arthur Miller
- 1968 -   Dr. Getúlio, sua Vida e sua Glória de Dias Gomes
- 1968  -  O Crime Perfeito de Federick Knott
- 1969 — Chá e Simpatia, de Robert Anderson
- 1969 — Catarina... da Rússia, naturalmente!, de Alfonso Paso
- 1970 — O Balcão, de Jean Genet
- 1970 — Seu Tipo Inesquecível, de Alcione Araújo
- 1971 — A Mãe, de Stanislaw Witkiewicz (Molière de Melhor Atriz)
- 1972 — Tango, de Sławomir Mrożek
- 1974 — A Gaivota, de Anton Tchekov
- 1974 — Mais Quero Asno que me Carregue que Cavalo que me Derrube, de Carlos Alberto Soffredini
- 1975 — Oh, Carol, de José Antônio de Souza
- 1976 — Gata em Teto de Zinco Quente, de Tennessee Williams
- 1980 — Os Órfãos de Jânio, de Millôr Fernandes
- 1981 — A Senhorita de Tacna, de Mario Vargas Llosa
- 1985 — Um Bonde Chamado Desejo, de Tennessee Williams
- 1996 — Encontro no Supermercado, a última sedução de Shula Meggido

## Prêmios e indicações
| Ano  | Festival                                               | Categoria                 | Nomeações                | Resultado |
| ---- | ------------------------------------------------------ | ------------------------- | ------------------------ | --------- |
| 1956 | Troféu Associação Paulista de Críticos Teatrais (APCT) | Melhor Revelação Feminina | Prima Donna              | Venceu    |
| 1960 | Prêmio Saci                                            | Melhor Atriz de Teatro    | Quando se Morre de Amor  | Venceu    |
| 1971 | Prêmio Molière de Teatro                               | Melhor Atriz              | A Mãe                    | Venceu    |
| 1973 | Prêmio Coruja de Ouro do Cinema Nacional               | Melhor Atriz              | Amante Muito Louca       | Venceu    |
| 1974 | Festival de Cinema de Gramado                          | Melhor Atriz              | Amante Muito Louca       | Venceu    |
| 1981 | Troféu APCA                                            | Melhor Atriz Coadjuvante  | A Volta do Filho Pródigo | Venceu    |
| 1990 | Troféu Imprensa                                        | Melhor Atriz              | Que Rei Sou Eu?          | Venceu    |